# Buhove, Haivoron
Buhove (în ucraineană Бугове) este un sat în comuna Kazavciîn din raionul Haivoron, regiunea Kirovohrad, Ucraina.

## Demografie
Componența lingvistică a localității Buhove
     Ucraineană (97,44%)
     Rusă (2,56%)
Conform recensământului din 2001, majoritatea populației localității Buhove era vorbitoare de ucraineană (97,44%), existând în minoritate și vorbitori de rusă (2,56%).